# Guerra anglo-scozzese (1650-1652)
La guerra anglo-scozzese (1650-1652), nota anche come terza guerra civile inglese o terza guerra d'indipendenza scozzese, fu la parte finale delle guerre dei tre regni, una serie di conflitti armati e macchinazioni politiche tra i Roundhead (Teste rotonde) ed i Cavalier (Cavalieri).
L'invasione inglese della Scozia nel 1650 fu un'incursione militare preventiva operata dal New Model Army del Commonwealth of England, intesa a impedire che Carlo II potesse invadere l'Inghilterra con l'esercito scozzese. La prima e la seconda guerra civile inglese, avevano visto i realisti, schierati con Carlo I, combattere i parlamentari per il controllo del paese; queste si erano svolte tra il 1642 ed il 1648. Quando i realisti vennero sconfitti per la seconda volta il governo parlamentare inglese, esasperato dalla duplicità di Carlo nei negoziati, lo giustiziò il 30 gennaio 1649. Carlo I era inoltre, separatamente, re di Scozia. che era all'epoca una nazione indipendente. Gli scozzesi avevano supportato i parlamentari nella prima guerra civile inglese, ma nella seconda non poterono appoggiare la decapitazione del sovrano, dal momento inoltre che il parlamento scozzese non era stato consultato prima del fatto e di conseguenza nominò il figlio del defunto sovrano, Carlo II, non solo re di Scozia ma anche re d'Inghilterra.
Nel 1650 la Scozia radunò rapidamente un esercito. I leader del Commonwealth inglese si sentirono minacciati ed il 22 luglio il New Model Army al comando di Oliver Cromwell invase la Scozia. Gli scozzesi, comandati da David Leslie, si ritirarono verso Edimburgo e si rifiutarono di dar battaglia agli inglesi. Dopo un mese di manovre, Cromwell inaspettatamente giunse a Dunbar di notte e attaccò a città il 3 settembre sconfiggendo pesantemente gli scozzesi. I sopravvissuti abbandonarono Edimburgo e si ritirarono in un collo di bottiglia strategico a Stirling. Gli inglesi si assicurarono il controllo della Scozia meridionale, ma non furono in grado di avanzare dopo Stirling. Il 17 luglio 1651 gli inglesi attraversarono il Firth of Forth a bordo di speciali barche costruite appositamente e sconfissero gli scozzesi nella battaglia di Inverkeithing il 20 luglio. Questa lasciò isolato l'esercito scozzese a Stirling e a corto di risorse e rifornimenti.
Carlo II, credendo che l'unica alternativa fosse la resa, invase l'Inghilterra in agosto. Cromwell lo inseguì seguito da e si batté coi suoi nemici nella battaglia di Worcester il 3 settembre riuscendo a trionfare, segnando così la fine della guerra dei tre regni. Carlo fu uno dei pochi a riuscire a fuggire e gli inglesi dimostrarono di essere fermamente convinti nella difesa della loro neocostituita repubblica. Lo sconfitto governo scozzese venne sciolto ed il regno di Scozia venne assorbito nel Commonwealth. Il parlamento ad ogni modo continuò a riconoscere Carlo come re di Scozia e Inghilterra, ottenendo quest'ultima corona solo dopo la morte di Cromwell e con la restaurazione inglese, venendo incoronato re d'Inghilterra il 23 aprile 1661, dodici anni dopo essere stato incoronato re degli scozzesi.

## Terminologia
Alcuni storici hanno definito il conflitto come "Terza guerra civile inglese". Questa visione dei fatti, ad ogni modo, è stata oggetto di critiche: John Philipps Kenyon e Jane Ohlmeyer hanno notato come il conflitto non fu esclusivamente una questione inglese e pertanto non può essere considerato parte attiva della guerra civile inglese in corso; lo storico Austin Woolrych che si trattò perlpiù di un coinvolgimento tra l'esercito scozzese e quello inglese e pertanto non si può definire propriamente nemmeno una guerra civile. Il conflitto fu invece certamente parte della guerra dei tre regni, piuttosto che una continuazione della guerra civile inglese in quanto la Scozia era governata da Carlo II e dai suoi sostenitori che si scontrarono contro il Commonwealth of England di Cromwell.

## Antefatto

### Le guerre dei vescovi e la guerra civile inglese
Nel 1639, e nuovamente nel 1640, Carlo I, che era sia re di Scozia che re d'Inghilterra in unione personale, venne coinvolto in quella che divenne nota come Guerre dei Vescovi. Queste si erano originate dal rifiuto degli scozzesi di accettare la riforma della chiesa scozzese per allinearla alle pratiche religiose inglesi. Carlo non riuscì a spuntarla. Dopo anni di tensioni nelle relazioni tra Carlo ed il parlamento inglese, si giunse a una rottura e allo scoppio della prima guerra civile inglese nel 1642.

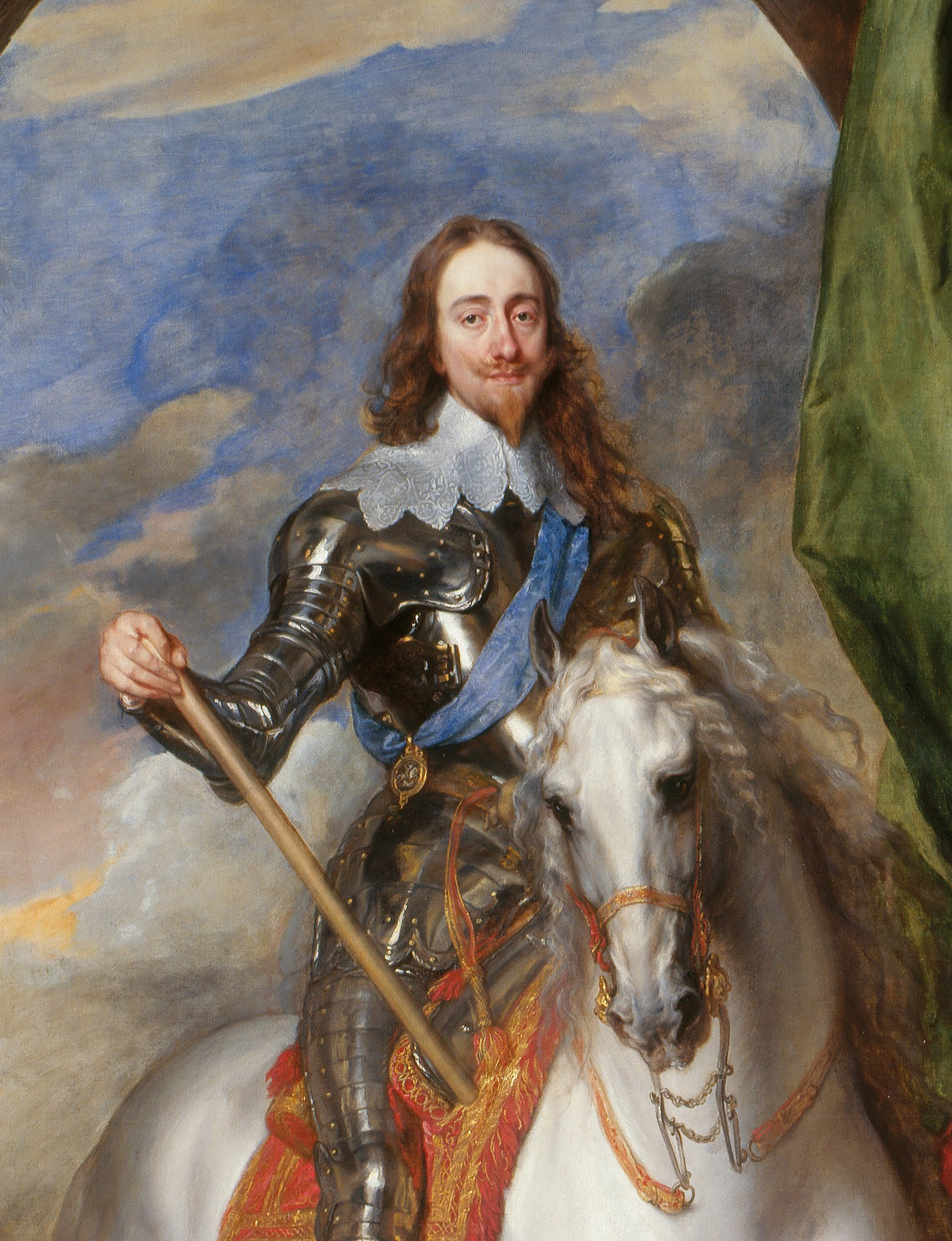
Ritratto equestre di Carlo I, Anthony van Dyck.

Tra i sostenitori inglesi di Carlo I, i realisti si opposero ai parlamentari ed agli scozzesi. Nel 1643 questi ultimi due costituirono un'alleanza nota come Solemn League and Covenant, nella quale il parlamento inglese s accordò per concedere eguali diritti ai protestanti scozzesi in cambio di assistenza militare. Dopo quattro anni di guerra i realisti vennero sconfitti e Carlo dovette arrendersi agli scozzesi il 5 maggio 1646. Gli scozzesi si accordarono col parlamento inglese per la firma della pace. Note come "Proposte di Newcastle", queste richiesero che i sudditi del re in Scozia, Inghilterra e Irlanda siglassero la Solemn League and Covenant, aiutando la diffusione del protestantesimo e cedendo molta dell'autorità secolare di Carlo al parlamento inglese. Gli scozzesi cercarono di imporre questi termini anche al sovrano, il quale ad ogni modo persisteva nella sua ferma volontà di non sottoscrivere le proposte. L'esercito scozzese rimase in Inghilterra sino alla fine della guerra, richiedendo il sussidio promesso dai parlamentari. Venne raggiunto infine un accordo finanziario e gli scozzesi lasciarono infine l'Inghilterra il 3 febbraio 1647.
Carlo I, quindi, si spese in negoziati separati con le diverse fazioni. I presbiteriani parlamentari inglesi e scozzesi gli chiedevano di accettare una versione seppur variata delle "Proposte di Newcastle", ma nel giugno del 1647 la cornetta George Joyce del New Model Army prese l'iniziativa di forzare militarmente la mano a Carlo I, e infine il sovrano sottoscrisse le "Heads of Proposale", delle proposte molto più blande rispetto alle precedenti che non richiedevano una riforma della chiesa scozzese in senso presbiteriano. Carlo I si accordò inoltre per riconoscere la Solemn League and Covenant in entrambi i regni e i accettare il presbiterianismo in Inghilterra, ma solo per un periodo di prova di tre anni, in cambio dell'assistenza degli scozzesi nel riottenere il trono.
Quando la delegazione fece ritorno a Edimburgo, gli scozzesi ad ogni modo erano divisi al loro interno al punto che scoppiarono nuove rivolte religiose. Dopo un periodo di continue lotte politiche interne, si aggiunse anche una nuova guerra civile in Inghilterra. Gli scozzesi inviarono un esercito a comando del duca di Hamilton in Inghilterra a combattere per il re a luglio, ma questi vennero pesantemente sconfitti a Preston dalle forze parlamentari guidate da Oliver Cromwell.<re>Furgol, 2002, p.64</re>

### L'ascesa di Carlo II

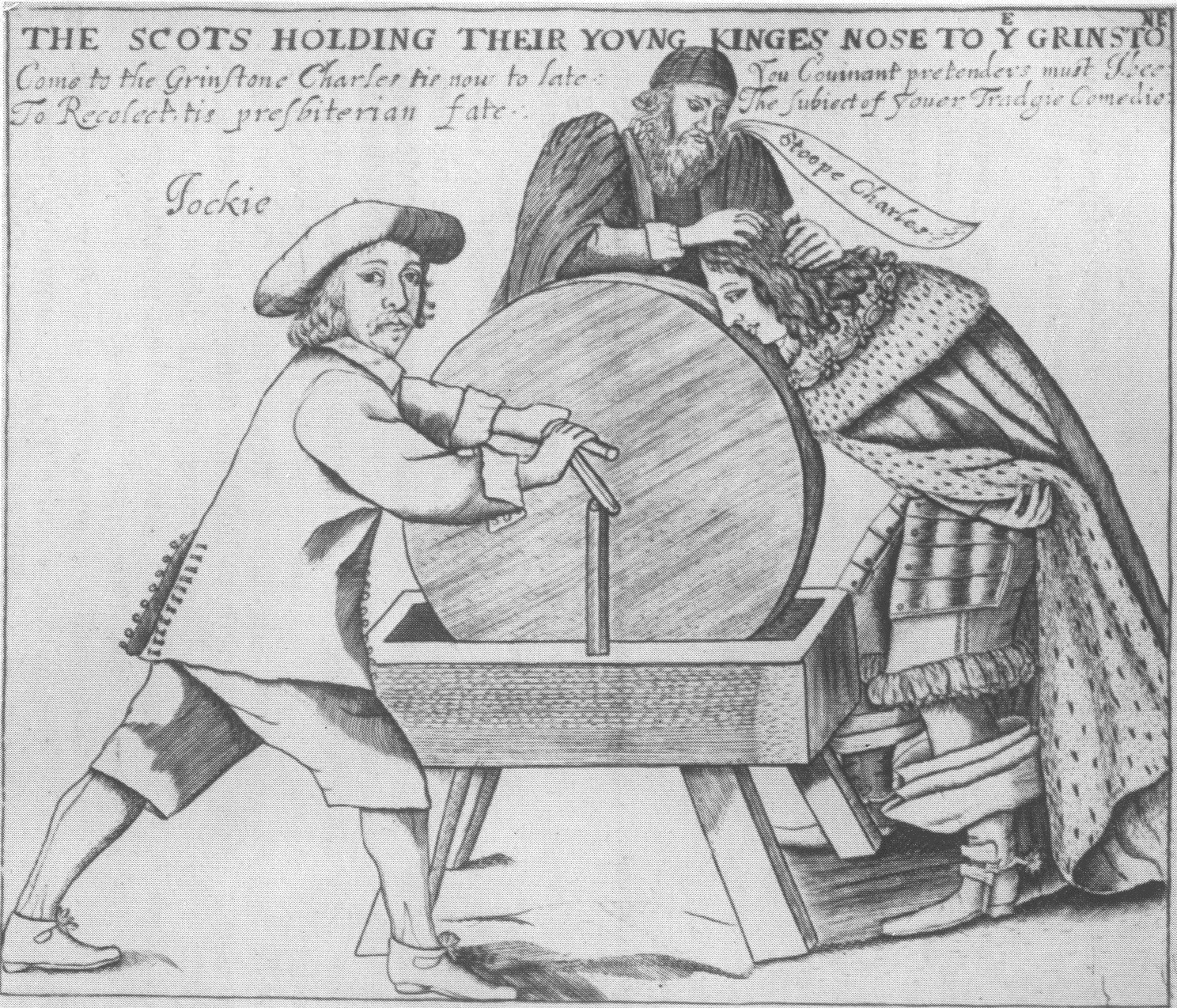
Vignetta inglese contemporanea che raffigura gli scozzesi nell'atto di imporre le proprie condizioni a Carlo II per il suo ritorno al trono

Esasperato dalla duplicità di Carlo I e di fronte al rifiuto del parlamento di fermare i negoziati col sovrano e di accondiscendere alle richieste dell'esercito, il New Model Army sciolse il parlamento e stabilì quello che divenne noto come "Rump Parliament" che riconobbe Carlo I colpevole di tradimento verso il popolo inglese. Condannato il 30 gennaio 1649, il sovrano venne giustiziato per decapitazione. Il 19 maggio, con la fondazione del Commonwealth of England, il paese divenne una repubblica. Il parlamento scozzese, che non era stato consultato prima di mettere a morte il sovrano, dichiarò suo figlio Carlo quale legittimo successore di Carlo I alle due corone di Inghilterra e Scozia. Prima di permettergli di tornare dal suo esilio nei Paesi Bassi e riprendere la corona, ad ogni modo, gli scozzesi chiesero precise condizioni a Carlo II: riconoscere la chiesa di scozia e demandare al parlamento la gestione delle questioni civili i stato. Carlo II era inizialmente riluttante ad accettare tali condizioni, ma dopo che Cromwell ebbe schiacciato i realisti in una campagna militare in Irlanda, si vide costretto ad accettare le condizioni egli scozzesi e firmò il trattato di Breda il 1º maggio 1650. Il parlamento scozzese reclutò rapidamente un esercito a supporto del nuovo re, e Carlo II salpò alla volta della Scozia, sbarcandovi il 23 giugno.

## Invasione inglese della Scozia
I capi del Commonwealth of England si sentirono minacciati da questa pronta risposta della Scozia e fecero pertanto pressione su Thomas Fairfax, lord generale del New Model Army, affinché lanciasse un attacco preventivo. Fairfax accettò l'idea, ma non intendeva colpire per primo i suoi ex alleati, credendo che Inghilterra e Scozia fossero ancora formalmente unite dalla Solemn League and Covenant. Quando venne dato formalmente l'ordine di attaccare il 20 giugno 1650, Fairfax diede le proprie dimissioni. Una commissione parlamentare che includeva anche Cromwell, suo intimo amico, tentò di dissuaderlo, ma Fairfax non demorse e si ritirò dalla vita pubblica. Cromwell gli succedette come lord generale dell'esercito e divenne comandante in capo del New Model Army. Ricevette la propria commissione il 28 giugno e in quello stesso giorno partì alla volta ella Scozia, attraversando il fiume Tweed alla testa di 16 000 uomini il 22 luglio.
Dopo ce il trattato di Breda venne firmato, il parlamento scozzese iniziò a cercare nuove leve per l'esercito regio che venne posto al comando del generale veterano David Leslie. L'idea degli scozzesi era i incrementare le loro forze sino a 36 000 uomini, ma tale numero non venne mai raggiunto; quando Cromwell entrò in Scozia, Leslie aveva meno di 10 000 fanti e 3000 cavalieri, anche se i numero variarono nel corso della campagna. Il governo istituì una commissione per epurare l'esercito di tutti coloro che erano anche solo lontanamente sospettati di avere dei legami con gli inglesi. A quetaiea i opposero senza successo la maggior parte dei nobili scozzesi, tra cui lo stesso Leslie. La purga che seguì portò alla rimozione di molti ufficiali d'esperienza, mentre il grosso dell'esercito appariva composto da nuove reclute che mancavano della necessaria formazione ed esperienza.
Leslie preparò una linea difensiva di terrapieni tra Edimburgo e Leith, e praticò la tattica della terra bruciata nelle terre di confine. Permise quindi a Cromwell di avanzare senza incontrare opposizione. La mancanza di rifornimenti e l'ostilità della popolazione locale nei confronti degli inglesi costrinse Cromwell a servirsi di rifornimenti via mare e perciò catturò i porti di Dunbar e Musselburgh per facilitare il compito alla marina inglese. Le operazioni vennero condotte sotto un persistente maltempo, condizioni che crearono ben presto una mancanza di risorse e malattie in tutto l'esercito inglese, riducendone sostanzialmente la portata.

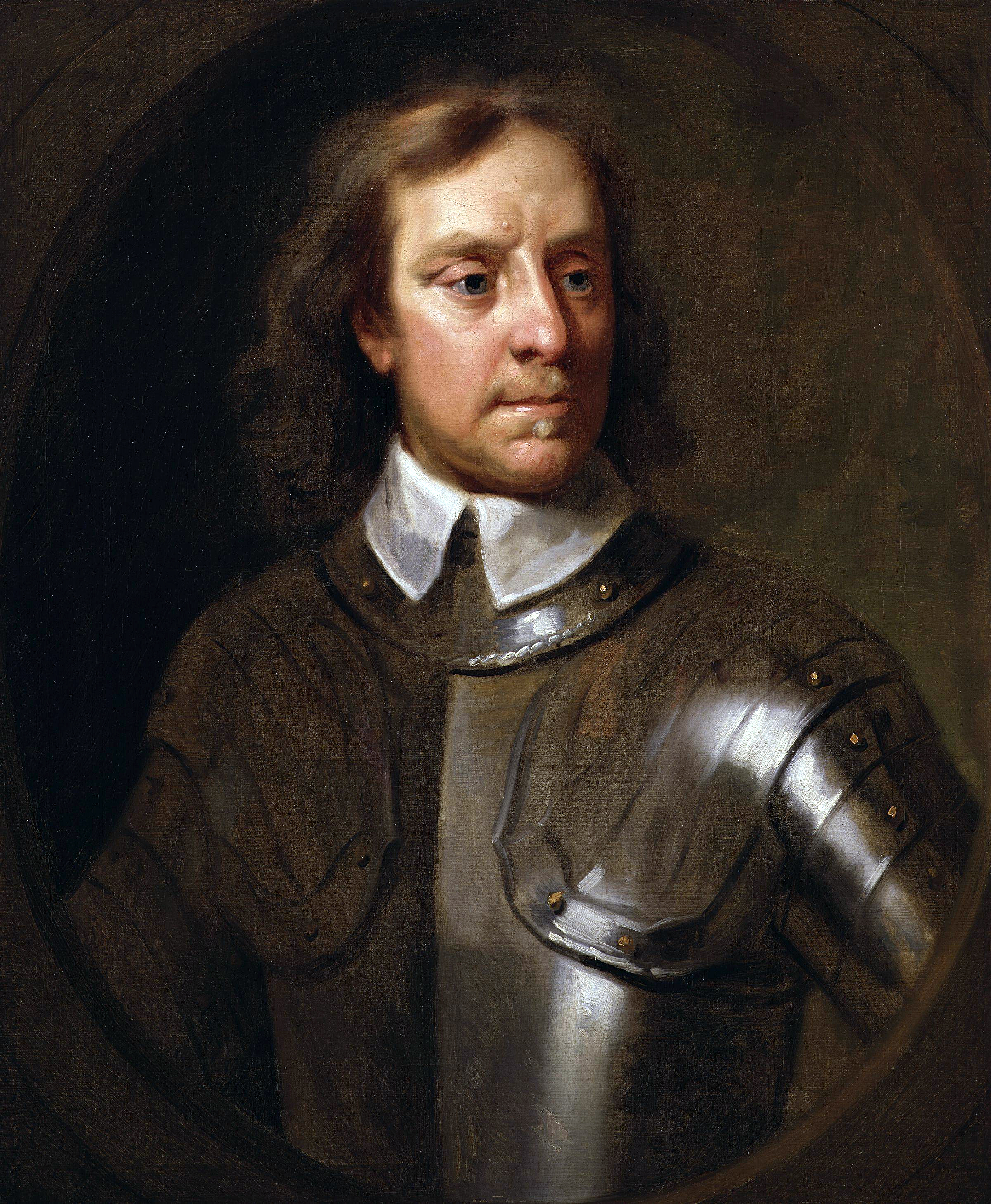
Oliver Cromwell

Cromwell tentò di ingaggiare battaglia con gli scozzesi presso Edimburgo. Avanzò verso le linee di Leslie il 29 luglio catturando Arthur's Seat e bombardando Leith da Salisbury Crags. Cromwell non u in grado di far abbandonare a Leslie le sue posizioni e pertanto gli inglesi dovettero ritirarsi ed accamparsi presso Musselburgh, dove subirono un raid notturno da parte della cavalleria nemica. L'attacco di Cromwell coincise con la visita di Carlo II all'esercito scozzese, dove venne ricevuto caldamente. I membri del governo che appartenevano ai covenanti chiesero al re di lasciare il campo ed ordinarono una nuova purga dell'esercito nella quale finirono colpiti altri 80 ufficiali e 4000 uomini di Leslie che non solo danneggiò il morale generale delle truppe scozzesi, ma anche la forza del loro esercito.
Per tutto il mese di agosto, Cromwell tentò di far uscire gli scozzesi dalle loro difese per una battaglia in campo aperto. Leslie resistette, ignorando le pressioni che gli provenivano da più parti di attaccare l'esercito di Cromwell ora che si trovava più debole. Il maltempo mise in seria difficoltà gli inglesi e la diffusione della dissenteria e della febbre costrinsero infine Cromwell a ritirarsi in Inghilterra prima dell'arrivo dell'inverno.
Il 31 agosto Cromwell si ritirò infine; l'esercito inglese raggiunse Dunbar il 1º settembre, avendo impiegato due giorni per coprire la sola distanza di 17 km da Musselburgh, inseguiti com'erano dagli scozzesi. Sulla strada vennero abbandonati gli equipaggiamenti ingombranti e gli uomini giunsero a destinazione affamati e demoralizzati. L'esercito scozzese affiancò quello inglese, bloccandogli la strada per Berwick e l'Inghilterra presso il Cockburnspath. Il grosso delle forze si accampò a Doon Hill, a 2 km a sud di Dunbar, posizione dalla quale era possibile dominare la città e la strada costiera che correva da sudovest al villaggio. L'esercito inglese aveva perso la propria libertà di manovra, pur avendo mantenuto la possibilità di essere rifornito via mare e di fuggire il prima possibile. Il 2 settembre Cromwell valutando la situazione scrisse al governatore della città di Newcastle affinché si preparasse ad un'invasione degli scozzesi.

### La battaglia di Dunbar

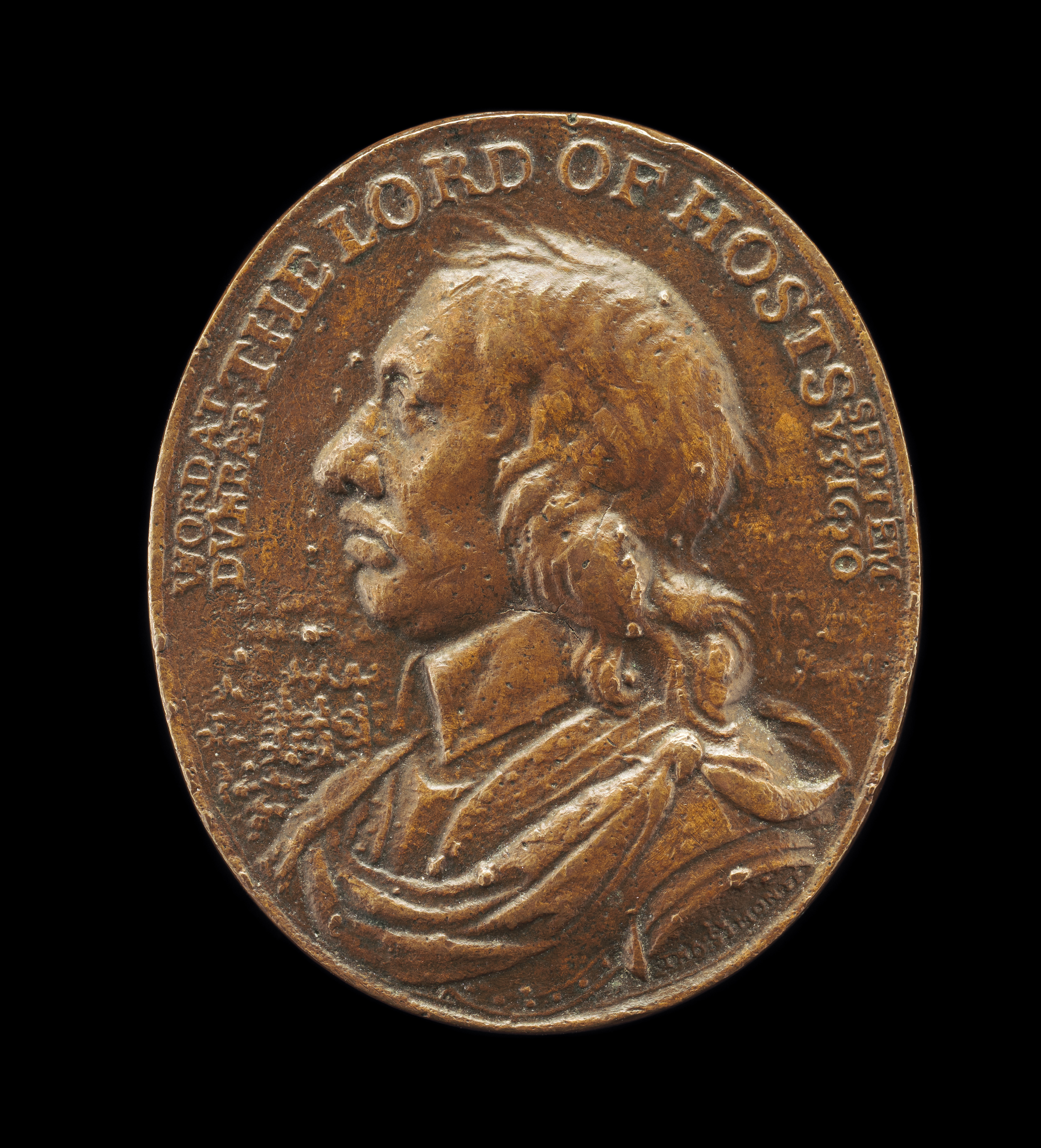
La medaglia della vittoria di Dunbar

Credendo che l'esercito inglese fosse ormai senza speranza, Leslie spostò il proprio esercito dalla collina in posizione per attaccare Dunbar. La notte tra il 2 ed il 3 settembre, Cromwell fece compiere ai suoi uomini una manovra per concentrare l'attacco all'ala destra degli scozzesi prima del calar del sole. Gli scozzesi vennero colti di sorpresa dal nemico, ma opposero una strenua resistenza. La loro cavalleria venne respinta dagli inglesi, e Leslie non fu in grado di spiegare come avrebbe voluto la sua fanteria in battaglia per la natura del terreno locale. La battaglia rimase senza una definizione precisa sino a quando Cromwell non decise personalmente di guidare la propria cavalleria di riserva per scontrarsi contro la fanteria nemica sfondando le linee scozzesi. Leslie dovette ritirarsi, ma circa 6000 soldati del suo esercito vennero presi prigionieri degli inglesi e circa 1500 furono i morti e i feriti. I prigionieri vennero portato in Inghilterra; molti morirono durante la marcia, altri in prigionia. Coloro che sopravvissero vennero deportati in Nord America per venire sottoposti ai lavori forzati.

### La ritirata scozzese

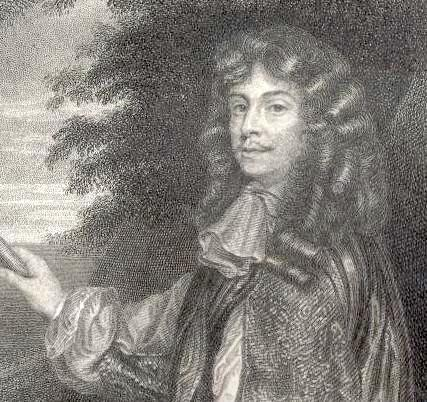
David Leslie

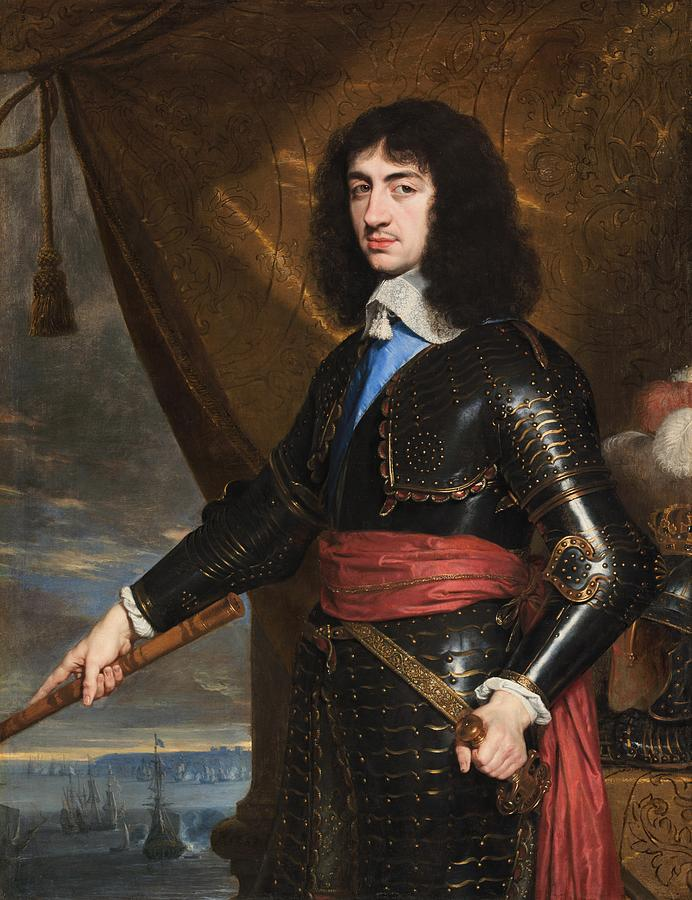
Carlo II, c. 1653

Quando la notizia della sconfitta degli scozzesi giunse a Edimburgo, la popolazione andò nel panico, ma Leslie cercò invece di radunare ciò che rimaneva del suo esercito e di stabilire una nuova difensiva che avesse come punto focale Stirling. Qui gli scozzesi vennero raggiunti dall'élite del governo, del clero e dei mercanti di Edimburgo. Il maggiore generale John Lambert venne inviato a prendere la città di Edimburgo che effettivamente cadde nelle mani degli inglesi il 7 settembre, mentre Cromwell marciava verso il porto di Leith, il quale offriva spazi molto migliori per sbarchi e rifornimenti rispetto a quello di Dunbar. Senza l'esercito di Leslie a difenderlo, anche il porto di Leith cadde senza difficoltà. Cromwell tenne un discorso ai cittadini di Edimburgo per persuaderli del fatto che la sua guerra non fosse a loro danno; promise il rispetto delle loro proprietà e consentì loro di lasciare la città, di tenere mercato, di osservare le messe ordinarie anche se quest'ultimo fatto poté essere compiuto solo parzialmente in quanto il grosso del clero si era spostato a Stirling. Egli si prese cura anche di assicurare cibo aa città e rifornimenti. Il castello di Edimburgo venne tenuto dagli scozzesi sino a dicembre, ma quando si trovò a corto di viveri e senza possibilità di ulteriori rinforzi, Cromwell ne chiese la resa senza assaltarlo.
La sconfitta a Dunbar causò notevoli danni alla reputazione ed all'autorità di Leslie. Questi tentò di dimettersi da comandante dell'esercito, ma il governo scozzese non glielo permise, principalmente per la mancanza di un valido rimpiazzo. Diversi dei suoi ufficiali si rifiutavano di obbedirgli e le nuove forze di Leslie dovettero essere tratte dalla Western Association. Le divisioni già presenti nel governo scozzese si acuirono. Nel frattempo Cromwell distrusse ciò che restava dell'esercito regio scozzese nella battaglia di Hieton (presso l'attuale centro di Hamilton) il 1º dicembre.

### La battaglia di Inverkeithing

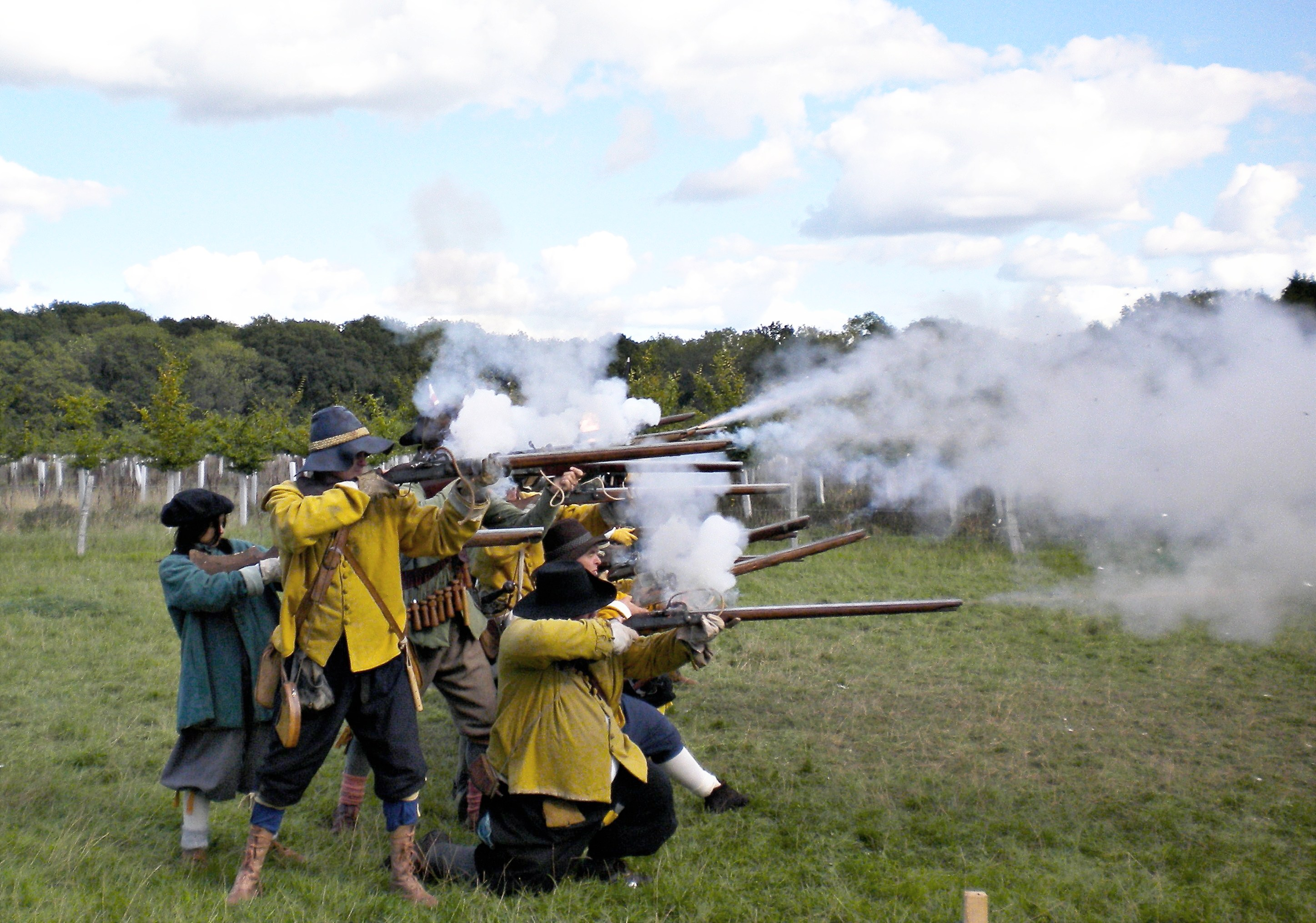
Una moderna ricostruzione della battaglia

Nel dicembre del 1650 Carlo II e il governo scozzese si riconciliarono e con quanti erano stati esclusi dal governo e dall'esercito per non aver accondisceso alle direttive dei covenanti. Ad ogni modo ciò che il sovrano scozzese si trovò di fronte era un gruppo poco coordinato di persone ed impiegò sino alla tarda primavera del 1651 per ricreare un esercito disciplinato. A gennaio del 1651 gli inglesi tentarono di superare il blocco di Stirling via nave passando da Forth of Firth, ma non vi riuscirono. All'inizio di febbraio l'esercito inglese avanzò verso Stirling, ritirandosi poi solo quando Cromwell si ammalò e non garantì di poter essere presente con loro.
Alla fine di giugno l'esercito scozzese avanzò verso sud. Gli inglesi, per tutta risposta, si mossero da Edimburgo per scontrarsi coi loro nemici, ma Leslie posizionò il suo esercito poco più a nord di Falkirk, dietro il fiume Carron. Questa posizione era al sicuro dagli assalti degli uomini di Cromwell; Leslie resistette a ogni provocazione a battagliare in campo aperto ed infine si ritirò. Cromwell lo inseguì e tentò di bypassare ancora una volta Stirling, ma non vi riuscì. Marciò quindi in direzione di Glasgow ed inviò delle bande nel territorio scozzese. Gli scozzesi si spostarono a sudovest in direzione di Kilsyth dove giunsero il 13 luglio.
Il 17 luglio, 1600 soldati inglesi al comando del colonnello Robert Overton attraversarono il Forth of Firth nel punto più stretto con 50 barche appositamente costruite con la chiglia piatta, sbarcando a North Queensferry sulla Ferry Peninsula. La guarnigione scozzese di Burntisland si mosse contro il nemico e chiese dei rinforzi anche a Stirling ed a Dunfermline. Per quattro giorni continuarono le operazioni di sbarco.
Il 20 luglio gli scozzesi, con più di 4000 uomini al comando del maggiore generale James Holborne avanzarono contro le forze inglesi che erano loro pari numero. Dopo un'attesa di novanta minuti la cavalleria iniziò lo scontro. Gli scozzesi vennero controcaricati dagli inglesi e dovettero desistere. La fanteria scozzese iniziò a ritirarsi ma subì pesanti perdite tra morti e prigionieri nelle mani del nemico.
Dopo la battaglia, Lambert marciò per 6 km ad est e catturò il porto di Burntisland. Cromwell sbarcò il grosso dell'esercito in questo punto, assemblando tra i 13 000 ed i 14 000 uomini al 26 luglio. Ignorò quindi l'esercito scozzese presente a Stirling ed il 31 luglio iniziò a marciare verso Perth, capitale e sede del parlamento scozzese, che venne assediata dai suoi uomini. Perth si arrese dopo due giorni di scontri, privando così l'esercito scozzese di rifornimenti e di materiale utile. Cromwell deliberatamente lasciò libera la strada a sud nella speranza che gli scozzesi sarebbero caduti nella sua trappola. Carlo II e Leslie, non vedendo altra speranza di vittoria se non lo scontro con Cromwell, marciarono verso sud il 31 luglio e disperatamente cercarono il supporto dei realisti inglesi. All'epoca l'esercito scozzese poteva contare solamente su 12 000 uomini in tutto. Cromwell e Lambert ineguirono gi scozzesi mentre lasciarono il tenente generale George Monck con 5000 uomini in Scozia per bloccare la resistenza locale.

### La resistenza

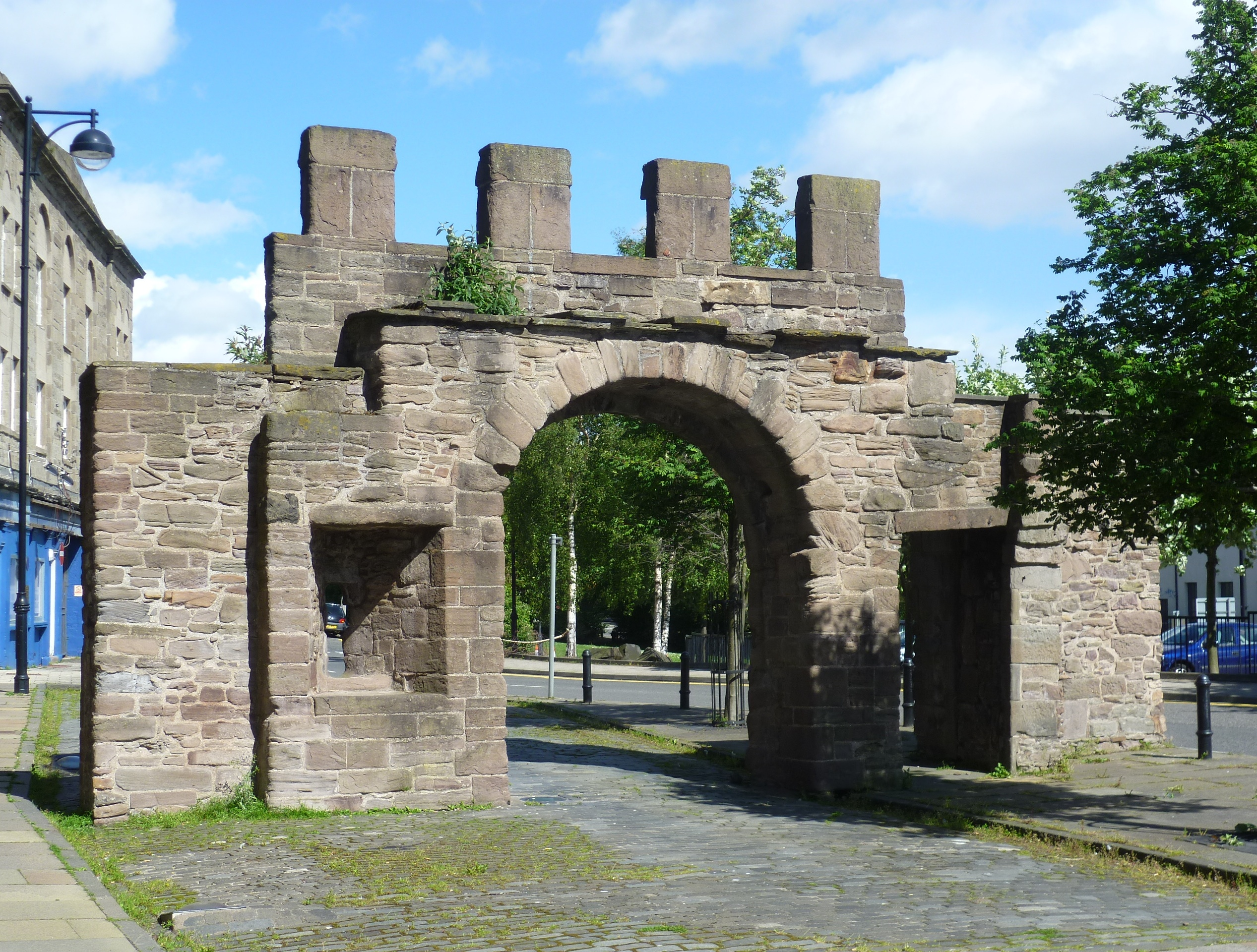
East Port, Dundee

Dalla fine di agosto, Monck aveva catturato Stirling, Alyth e St Andrews. Dundee e Aberdeen erano e ultime città principali della zona a non essere cadute ancora sotto il controllo inglese. La forza delle fortificazioni i Dundee aveva fatto si che molti nobili scozzesi vi avessero deposto qui i loro beni più preziosi per tenerli al sicuro dagli inglesi. Monck posizionò il suo esercito schierato appena fuori dalla città il 26 agosto e ne chiese la resa. Il governatore, credendo che le mura cittadine e la milizia locale fossero in grado di tener testa ai soldati inglesi, si rifiutò. Infuriato per dover nuovamente mettere a rischio le vite dei suoi uomini con un assalto, Monck diede il permesso ai suoi uomini di saccheggiare la cittadina una volta catturata. Dopo tre giorni di bombardamenti gli inglesi riuscirono ad assaltare e porte occidentale e orientale il 1º settembre. Riuscirono a penetrare in città; diverse centinaia di donne e bambini rimassero uccisi. Monck ne contò 500, ma i totale forse superò il migliaio. Monck permise al suo esercito di saccheggiare la città per 24 ore e ne venne ricavato un ampio bottino. Successivamente, venne introdotta la legge marziale. Poco dopo Aberdeen, presentò la resa alla cavalleria di Monck. L'esercito inglese si accampò ad ovest delle Highlands per soggiogare i clan locali nella primavera del 1652, ed alcune fortezze isolate. Il castello di Brodick si arrese il 6 aprile, mentre la rocca di Bass cadde alcuni giorni dopo. Il castello di Dunnottar presso Stonehaven, dover erano conservati i gioielli della corona scozzese, fu l'ultima fortezza scozzese ad arrendersi; il suo comandante, George Ogilvy di Barras, si arrese il 24 maggio 1652, dopo la restituzione dei gioielli.

## L'invasione scozzese dell'Inghilterra
L'esercito che Carlo II e Leslie condussero in Inghilterra, per quanto forte di 12.00 uomini, era a corto di viveri e munizioni. La mancanza di moschetti portò molti ad armarsi di archi. Gli scozzesi uscirono da Carlisle l'8 agosto 1651. La città aveva rifiutato l'ingresso al sovrano e gli scozzesi si spinsero oltre in Inghilterra. Cromwell inviò due armate, ciascuna da 4000 cavalieri, seguita da una forza di 10 000 uomini in tutto. Il 13 agosto i parlamentari tentarono di conquistare il ponte di Warrington, ma quando gli scozzesi attaccarono in forze gli inglesi si ritirarono. Ventidue giorni dopo aver lasciato Stirling l'esercito scozzese aveva già raggiunto Worcester, marciando per oltre 500 km. Gli scozzesi, esausti, si fermarono in città nella speranza che nuove reclute di realisti venissero a loro dal Galles.
Carlo II ottenne ad ogni modo ben poco sostegno: una forza di 1500 uomini gli pervenne dall'Isola di Man alla guida del conte di Derby e tentò di unirsi all'armata principale, ma venne intercettata a Wigan il 25 agosto dalle forze parlamentari e sconfitta. Solo 60 uomini giunsero infine a destinazione. Il consiglio di stato inglese richiamò ogni uomo abile alle armi. Moschetti vennero portati a Northampton, Gloucester, Reading e Barnet. Con 14 000 uomini da Londra, lord Fairfax si assicurò il controllo dello Yorkshire. Le forze parlamentari si concentrarono attorno a quelle scozzesi per un totale di 31 000 uomini contro i 12 000 di Carlo II.

### La battaglia di Worcester

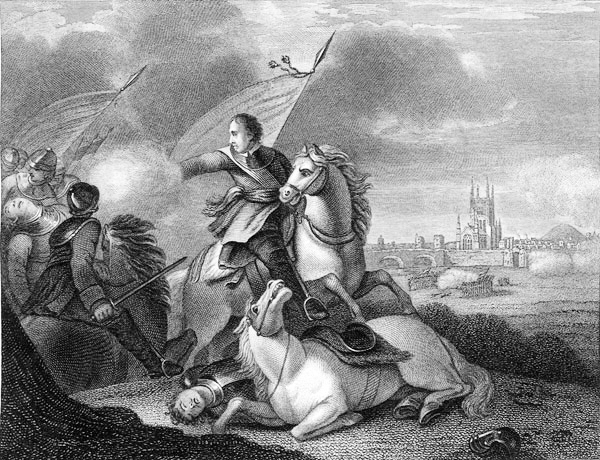
La battaglia di Worcester, di Machell Stace

Gli inglesi non solo superavano gli scozzesi di numero, ma erano anche meglio allenati e meglio armati per la guerra. Worcester era un punto naturalmente ben difeso e ben fortificato, e pertanto Cromwell mise deliberatamente in posizione di attacco le proprie truppe. Il 3 settembre attaccò da sud. Gli scozzesi tentarono un disperato contrattacco, ma Cromwell mosse le sue riserve a rinforzare i settori minacciati e gli scozzesi vennero battuti. Le forze parlamentari catturarono la città di Worcester dopo un fiero combattimento casa per casa. Lo storico Barry Coward scrisse "Cromwell si trovò a combattere un nemico diviso dopo Dunbar e lo sconfisse definitivamente a Worcester".
L'esercito scozzese perse 2000 uomini sul campo e più di 6000 furono i prigionieri nelle mani degli inglesi. I prigionieri vennero posti ai lavori forzati, perlopiù in Nord America. Leslie, assieme alla maggior parte dei comandanti realisti, venne fatto prigioniero e imprigionato alla Torre di Londra ove rimase sino alla restaurazione di Carlo II nel 1660. Carlo II riuscì a fuggire sul continente. Dopo la battaglia, la città di Worcester venne saccheggiata dalle forze parlamentari. Circa 3000 cavalieri scozzesi riuscirono a fuggire a nord, ma vennero in gran parte uccisi poi lungo il percorso.

## Conseguenze
La battaglia di Worcester fu l'ultima battaglia delle guerre dei tre regni. Prima di Worcester, il Commonwealth aveva goduto solo dell'ostilità internazionale per l'esecuzione di Carlo I. La vittoria rafforzò la posizione dei cromwelliani, dal momento che era ormai chiaro come il popolo inglese intendesse lottare per difendere la repubblica da poco costituita. I fallimenti di Carlo II e dell'esercito scozzese gli costarono il supporto locale: Carlo realizzò di dover vincere contro gli inglese se voleva riottenere anche il trono scozzese. Sull'altro fronte, la conquista della Scozia e poi dell'Irlanda valsero al Commonwealth il rispetto tra le altre nazioni del continente: già all'inizio del 1652 la legittimità del nuovo governo inglese venne riconosciuta da Francia, Spagna, Paesi Bassi e Danimarca.
Il governo regio in Scozia venne dissolto ed il parlamento inglese assorbì ufficialmente il regno di Scozia nel Commonwealth. Venne imposta la legge marziale, con 10 000 truppe inglesi nel paese per schiacciare eventuali rivolte interne.
Dopo la vittoria in Scozia, Cromwell poté governare l'intero Commonwealth come Lord Protettore dal dicembre del 1653 sino alla sua morte nel settembre del 1658. Alla morte del lord protettore, suo figlio Richard ne occupò la carica, ma l'esercito si fidava poco di lui. Nel maggio del 1659, appena sette mesi dopo la morte di Oliver Cromwell, l'esercito rimosse Richard e reinstallò il Rump Parliament. e venne tolto lo stato militare. Il generale George Monck, all'epoca comandante in capo delle forze inglesi in Scozia, marciò a sud con la sua armata, attraversando il fiume Tweed il 2 gennaio 1660 ed entrando a Londra il 3 febbraio. Il nuovo parlamento eletto quell'anno dichiarò l'8 maggio 1660 il ritorno di Carlo II sul trono. Carlo tornò dall'esilio e venne incoronato re d'Inghilterra il 23 aprile 1661. dando completamento alla Restaurazione degli Stuart.